# Caryophyllia corrugata
Espèce
Statut CITES
Caryophyllia corrugata est une espèce de coraux appartenant à la famille des Caryophylliidae.